# 후루타 아쓰야
후루타 아쓰야(일본어: 古田 敦也, 1965년 8월 6일 ~ )는 일본의 전 프로 야구 선수이자 야구 지도자, 야구 해설가·평론가이다.
야쿠르트 스왈로스에서만 줄곧 현역 생활을 보내며 팀의 명포수로서 한 시대를 쌓아 올렸을 뿐만 아니라 2005년 시즌 종료 후부터 현역 은퇴 연도인 2007년까지 야쿠르트에서 선수 겸임 감독을 맡았다. ‘미스터 스왈로스’(ミスタースワローズ)라고도 불릴 정도로 도쿄 야쿠르트 스왈로스의 상징적인 존재로 알려져 있다.
선수 시절에 기록한 통산 도루 저지율이 역대 1위이며 시즌 도루 저지율 1위를 10차례나 기록했다.

## 인물

### 프로 입단 전
효고현 가와니시시 출신으로 초등학교 3학년 때 가와니시 시의 소년 야구팀에 입단했는데 ‘(당시)몸집이 살쪄 있었기 때문에’라는 이유로 포수를 맡았다. 중학교 시절부터 주목을 받아 고교 진학을 앞둔 시점에 사립 학교로부터 권유가 있었지만 자신의 집과 가까운 공립 학교인 효고 현립 가와니시메이호 고등학교에 진학, 고교 3년간은 거의 무명에 가까운 존재였다.
그 후 간사이 대학 상학부와 리쓰메이칸 대학 경영학부의 일반 시험에 응시한 끝에 1984년 리쓰메이칸 대학에 입학, 그와 동시에 야구부에 입단했다. 간사이 학생 리그에서 통산 77경기에 출전하여 234타수 72안타, 타율 3할 8리, 8홈런, 44타점을 기록했고 베스트 나인에 4차례나 선정되었다. 3학년 때에는 팀을 춘계와 추계 대회의 연속 우승으로 이끌었고, 4학년 때인 1987년에는 대학야구 일본 대표팀의 멤버로 발탁되는 등 후루타의 실력은 프로 야구 각 구단으로부터 주목을 받았다. 11월에 있은 드래프트 회의 당일에 회견용 단상이 설치되었을 정도였지만 지명이 확약된 구단을 포함한 어느 구단으로부터도 지명되지 않았다. 당시 닛폰햄 파이터스 구단 상무였던 오사와 게이지의 말에 의하면 “후루타는 밤소경이다”라는 진위 불명의 정보가 흐른 것에 의해 닛폰햄은 지명을 취소했다고 그 후 신문 연재를 통해서 이렇게 밝혔다.
1988년 3월, 리쓰메이칸 대학 경영학과를 졸업하고 토요타 자동차에 입사, 동시에 회사 내에 있는 경식 야구부에 입단하면서 포지션인 포수를 맡았다. 1년차부터 팀의 중심 타자로서의 각종 대회에서도 활약을 했고 1988년 서울 올림픽 야구(당시에는 시범 종목이었음) 일본 국가대표팀 선수로 발탁되어 노모 히데오, 시오자키 데쓰야 등과 배터리를 짜면서 활약을 했지만 결승전 상대였던 미국에게 패해 은메달 획득에 기여하였다.
이듬해 1989년, 후루타의 플레이에 반한 야쿠르트 스카우트 부장 가타오카 히로오가 토요타 자동차를 방문하여 영입 의사를 본인에게 전달했을 때 후루타는 “정말입니까? 거짓말 아니겠지요?”라고 몇 번이나 되물었다고 한다. 야쿠르트는 같은 해 드래프트 회의에서 후루타를 2순위로 지명했지만 감독으로 취임한 지 얼마 안된 노무라 가쓰야는 애당초에 “안경을 착용하고 있지만 진짜로 괜찮은가” 라고 불안감을 숨길 수 없었다고 한다. 노무라 감독은 드래프트 회의장에서 드래프트 회의가 열리기 직전에 “후루타(의 지명)는 그만두고 포수는 내가 기른다”라고 발언했던 것에 대해 가타오카는“후루타와의 약속을 어기게 되므로 그것은 할 수 없다”라고 “사실은 후루타를 1위로 지명하고 싶었다”라고 후에 밝히기도 있다.

### 프로 입단 후

#### 1990년대
입단 초에는 노무라 감독이 후루타를 “어깨는 일류이지만 타격은 2류, 리드는 3류” 라고 평가했지만 최대의 무기인 강한 어깨를 살리려고 포수로서의 기술을 맨투맨으로 계속 가르쳤다. 당시 야쿠르트의 주전 포수였던 하타 신지는 과제로 삼았던 약한 어깨를 극복할 수 없게 되자 시즌 도중으로부터 후루타가 그 자리를 차지하며 106경기에 출전했다. 그러나 타격 성적에서는 기대에 못 미친 성적을 기록했지만 수비 부문에서 도루 저지율 1위를 기록하는 등 수비에서도 맹활약을 보여준 공로로 골든 글러브상을 수상하게 되었다.
1991년, 도쿄 돔에서 열린 올스타전에 출전하여 MVP(제1차전)를 차지했고, 시즌 종반에는 주니치 드래건스의 간판 타자인 오치아이 히로미쓰와의 타격왕(수위타자) 자리를 놓고 치열하게 경쟁한 끝에 140개의 안타, 11개의 홈런, 3할 4푼의 시즌 최고 타율을 기록 하여 센트럴 리그 타격왕에 등극했다. 당시 타격왕을 차지한 포수는 노무라 가쓰야(당시 난카이 호크스 선수) 이래 두 번째로 센트럴 리그 사상 최초의 쾌거를 이루어 내기도 하였다.
이듬해 1992년에는 올스타전에 출전하여 제2차전(지바 마린 스타디움)에 올스타전 사상 최초인 사이클링 안타를 기록한 공로로 MVP를 차지했고, 같은 해 시즌 3할 1푼 6리의 타율과 개인 기록 최다의 30홈런, 86타점으로 타격 순위 3위를 기록함과 동시에 팀을 1978년 이후 14년 만의 리그 우승을 이끌었다. 그러나 일본 시리즈에서 퍼시픽 리그 우승 팀인 세이부 라이온스와의 맞대결에서 패배했지만 다음 해인 1993년에는 리그 우승을 제패, 동시에 15년 만의 일본 시리즈에서 우승하는 등 우승 멤버로서 맹활약을 했다. 시즌 종료 뒤 시즌 최고인 90득점과 161개의 최다 안타를 기록하여 리그 최우수 선수에 선정되었다.
그러나 1994년에는 히로시마 도요 카프와의 경기 도중 마에다 도모노리의 파울 팁을 받아 오른손 집게 손가락의 골절상을 입으면서 시즌 초반부터 팀 전력에서 장기 이탈 당하는 수모를 겪는 등 결국 76경기 출전의 타율 2할 3푼 8리, 3홈런, 19타점이라는 저조한 성적을 기록함과 동시에 팀 전체가 성적 부진으로 침체에 빠지면서 B클래스(4위, 하위권을 지칭하는 일본 언론의 표현)로 떨어지는 불운을 겪었다. 이듬해인 1995년 시즌 전 경기(130경기)에 출전하면서 팀도 2년 만에 리그 우승을 제패하는 기여를 했고, 이후 일본 시리즈에서 이치로의 소속팀인 오릭스 블루웨이브를 꺾으면서 2년 만에 우승을 차지하는 데 일조했다.
1996년에는 팀이 4위로 끝나면서 자신도 기대에 미치지 못할 정도의 활약을 보여주며 시즌을 마쳤다. 1997년에 팀의 리그 우승과 일본 시리즈에서도 세이부를 누르고 우승 멤버로 활약, 일본 시리즈 MVP를 석권했다. 포수로서는 처음으로 시즌 MVP와 일본 시리즈 MVP를 동시에 수상했고 일본 야구계의 최고상인 쇼리키 마쓰타로상을 수상하는 쾌거를 이뤘다.
이듬해 1998년에는 통산 1000경기 출장 기록을 달성했지만 약간의 타격 부진으로 인해 팀도 시즌 4위로 끝났다. 같은 해 마지막으로 은사였던 노무라가 감독직에서 물러났고 오프에는 FA를 행사해 야쿠르트와 5년 계약을 맺어 일본 프로 야구 선수회의 회장으로 취임했다.
와카마쓰 쓰토무가 감독으로 취임한 1999년 시즌에서는 통산 5번째인 3할 대의 타율을 달성했고, 같은 해 시드니 올림픽 야구 아시아 지역 예선 대회인 제20회 아시아 야구 선수권 대회 일본 대표팀의 최고령 선수로 발탁되는 등 15세 연하의 마쓰자카 다이스케와 배터리를 짰다.

#### 2000년대
그러나 2000년은 야쿠르트가 A클래스의 자리를 놓고 순위 경쟁에 관련된 적이 있어 올림픽의 본선 대회에는 출전할 수 없었다. 팀은 올림픽 기간을 경계로 상위권에서 멀어지는 등 3년 연속으로 정규 시즌 4위를 기록했지만 본인은 통산 두 번째인 6할 대의 도루 저지율을 기록했다.
2001년에는 팀의 선두 경쟁 중에서 맞이한 8월 28일 주니치 드래건스(메이지 진구 야구장)전에서 9회초 도중 왼쪽 무릎 뒤 십자 인대가 손상되면서 전치 3주의 부상을 당했다. 8월 30일에 출전 선수 등록이 말소되어 9월 17일까지 19경기에 결장했는데 복귀 초에는 주로 대타로서의 출전이었다. 9월 24일에 선발로 복귀했을 때에는 무릎의 관절이 과도하게 구부러지지 않기 위해 특수 장비를 착용하고 있었다. 10월 6일에는 4년 만에 팀의 리그 우승을 제패함과 동시에 일본 시리즈 우승을 이끌어 4년 만이자 통산 두 번째인 일본 시리즈 MVP를 차지했다. 정규 시즌에서는 마쓰이 히데키와의 수위타자 타이틀을 놓고 경쟁을 펼쳤고 본인으로서는 두 번째이자 리그 2위의 타율 3할 2푼 4리를 기록하였다.
2003년 6월 28일, 히로시마전에서 일본 타이 기록이 되는 1경기에서의 4개 홈런과 4타수 연속 홈런을 기록했고 이듬해 2004년은 통산 8번째가 되는 3할 대의 시즌 타율을 남겼다. 39세가 되는 시즌에서 3할 대의 타율 달성 기록은 역대 세 번째이자 포수로서는 사상 최초이며 타율 3할 6리는 이와모토 요시유키, 가도타 히로미쓰에 이은 역대 3위였고 148안타는 이와모토와 함께 역대 1위였다. 그러나 한편으로는 도루 저지율이 과거에 비해 떨어지는 등 리그 최하위인 2할 5푼 9리를 기록했다.
2005년 4월 24일에는 통산 2000안타를 기록했고 같은 해 4월 27일 요미우리 자이언츠와의 경기 도중 전치 1주의 부상을 당해 이 일을 계기로 컨디션이 무너지면서 편도선염까지 발병하는 등 1군 등록이 말소되었다. 8월 19일에 왼쪽 대퇴부에 근육이 파열되는 부상을 당하면서 오노 고세이나 요네노 도모히토 등 후배 포수에게 출전 기회를 양보했다. 10월 5일에는 개인 통산 1000타점을 달성하여 현역 선수로서의 금자탑을 쌓았다.

### 선수 겸 감독 시절
2005년 시즌 종료 후인 10월 18일에 와카마쓰 쓰토무 감독의 사임으로 차기 야쿠르트의 감독으로 전격 부임, 그의 스승이자 은사였던 노무라 가쓰야 감독 이래 29년 만에 선수 겸임 감독으로서 야쿠르트의 새 사령탑을 맡기로 하는 등 선수로서의 1년 계약, 감독으로서는 2년의 계약으로 구단과 합의했다.
2006년, 미디어나 평론가들 사이에서는 지금까지 견실했던 플레이 스타일로부터 “견실한 야구를 할 것이다”라고 예상하고 있었지만 1번 아오키 노리치카, 2번 애덤 리그스, 3번 이와무라 아키노리, 4번 알렉스 라미레스, 5번 그렉 라로카라는 공격적인 전술을 펼쳤다. 2006년의 시즌 홈런 개수인 161개는 리그 최다이며 득점인 669점도 주니치 드래건스와 대등한 리그 최다 타이였다. 그러나 한편으로 투수진은 투구 수가 갖추어지지 않았고 특히 중간 계투진은 이시이 히로토시와 이가라시 료타의 부진이 있어 제대로 된 투구 플레이를 할 수 없었다. 감독 부임 첫 해에 70승 3무 73패를 기록하여 리그 3위에 오르는 등 A클래스 안착에 성공했지만 선수로서는 36경기 출전에 그쳐 시즌 성적도 개인 최저 성적을 기록해 시즌을 마쳤다. 같은 해 재계약과 관련된 교섭에서는 선수분 연봉의 대폭 삭감으로 당시 프로 야구에서의 역대 최대 감봉 폭이 되는 1억 8,000만 엔이 감소된(75% 삭감) 6,000만 엔으로 재계약을 맺었다.

#### 현역 은퇴·감독 퇴임
이듬해 2007년 4월 19일에 개인 통산 2000경기를 출전하는 기록을 세웠고 같은 해 알렉스 라미레스와 아오키 노리치카가 시즌 종반에 타격왕 타이틀을 놓고 경쟁을 하는 등 최종적으로 라미레스가 센트럴 리그 최다(프로 야구 역대 2위)가 되는 204안타를 기록해 최다 안타 타이틀을 획득했다. 그러나 후루타는 예전부터 겪었던 오른쪽 어깨 통증의 상태가 좋지 않게 되면서 벤치에서 지휘봉을 잡는 날들이 계속되었고 8월까지 출전한 경기는 3경기에 불과했다. 9월 17일에 팀은 리그 종합 순위인 6위(B클래스)로 확정되면서 클라이맥스 시리즈 진출 가능성이 없어진 시점에서 사의를 표명해 9월 19일에 있은 기자 회견에서 “팀의 성적 부진에 대한 책임을 지고 싶다”라고 밝히는 등 현역 은퇴와 감독직 사임을 동시에 발표했다.
메이지 진구 야구장에 있어서의 마지막 경기가 된 10월 7일의 히로시마 도요 카프전(24차전)에서 8회말의 4번째 타석에서는 전날 히로시마 시민 구장에서 은퇴식을 거행한 지 얼마 안된 사사오카 신지가 등판(전날에 사사오카가 본인 스스로 등판하겠다고 자청했는데 이것이 현역 마지막 등판이 되었다), 사사오카를 상대로 타석에 들어섰지만 유격수 땅볼을 기록하는 데에만 그쳤다. 9회에는 그와 절친한 동료인 다카쓰 신고와의 배터리를 짜면서 마지막 포수 마스크를 썼다. 10월 9일 야쿠르트의 정규 시즌 마지막 경기인 요코하마 스타디움에서 열린 은퇴 경기에 출전, 애덤 리그스의 대타로 마지막 타석에 들어서 상대 투수인 요시미 유지로부터 좌중간을 가르는 통산 2097번째의 안타를 기록하여 유종의 미를 장식하는 등 통산 2008경기 출장, 2097안타, 217홈런, 1009타점, 2할 9푼 4리의 타율을 기록하여 18년 간의 선수 생활을 은퇴했다.
2007년 10월 11일, 감독으로서의 마지막 업무인 시즌 종료 보고를 위해 야쿠르트 본사를 방문하여 구단주인 호리 스미야 회장과의 면담에서 자신의 등번호인 27번을 구단으로서의 첫 ‘명예 번호’라는 제안을 받아 이를 승낙했다. 한편, 전날인 10월 10일에는 구단 측이 다카쓰 신고에 대해 돌연 방출 통보를 한 것에 대해 구단에서의 사전 통보나 면담할 기회가 일절 없었던 것 등에 언급하면 마지막까지 구단 프런트와의 사이에 응어리가 남았다.

### 그 후
2007년 11월 21일자로 임의 은퇴가 공시되어 야쿠르트를 탈퇴했으며, 이후 야구 해설자로서 TV에 출연하는 것을 시작으로 현재 후지 TV의 스포츠 캐스터와 야구 해설가로 활동하고 있다.

## 가족 관계
부인은 후지 TV의 전 아나운서이며, 현재는 프리 아나운서와 탤런트로 활동하고 있는 나카이 미호이다. 이는 프로야구 선수-아나운서 커플의 시초이다.

## 에피소드
- 경기에 출장하면서 마운드에 오를 때마다 그의 트레이드 마크인 안경을 쓰며 팬들에게 강인한 인상을 남기기도 하였을 뿐만 아니라 구단측에서 팬들을 위한 이벤트 중의 하나인 “안경 데이”라는 이색적인 행사가 열릴 정도로 유명하였고, 만화가인 아다치 미쓰루의 고교 야구부를 배경으로 선풍적인 인기를 끌었던 만화 《H2》에서 후루타의 모티브를 따온 것으로 알려졌다.
- 어렸을 때 가장 좋아했던 선수로는 나시다 마사타카였다.
- 대학 시절 가정교사 등의 아르바이트를 한 적도 있었다.
- 2006년 11월 21일, 남성잡지 GQ JAPAN의 독자 투표에 의해 ‘GQ JAPAN Men of the Year 2006’의 스포츠 부문에서 선정되었다.[3]
- 2009년 3월 22일, 도쿄 마라톤 대회에 출전하여 완주했다.
- 취미는 쇼기, 골프, 독서, 영화 감상 등이며 음악에서는 U2의 팬이다. 서예는 유단자이며 특히 쇼기에서는 일본 쇼기 연맹으로부터 1995년 8월에 초단, 2004년 11월에는 3단의 면허장을 받고 있다.

## 상세 정보

### 출신 학교
- 효고 현립 가와니시메이호 고등학교
- 리쓰메이칸 대학

### 선수 경력
사회인 시대
- 토요타 자동차

프로팀 경력
- 야쿠르트 스왈로스·도쿄 야쿠르트 스왈로스(1990년 ~ 2007년)

국가 대표 경력
- 1988년 서울 올림픽 일본 국가대표

### 지도자·기타 경력
- 도쿄 야쿠르트 스왈로스 감독(2006년 ~ 2007년) ※선수 겸임.
- 일본 프로 야구 선수회장(1998년 ~ 2005년)

### 수상·타이틀 경력

#### 타이틀
- 수위 타자: 1회(1991년)
- 최다 안타(당시는 타이틀이 아님): 1회(1993년) ※1994년부터 타이틀로 제정됨

#### 수상
- MVP: 2회(1993년, 1997년)
- 베스트 나인: 9회(1991년 ~ 1993년, 1995년, 1997년, 1999년 ~ 2001년, 2004년)
- 골든 글러브상: 10회(1990년 ~ 1993년, 1995년, 1997년, 1999년 ~ 2001년, 2004년)
- 쇼리키 마쓰타로상: 1회(1997년)
- 일본 시리즈 MVP: 2회(1997년, 2001년)
- 올스타전 MVP: 2회(1991년 1차전, 1992년 2차전)
- 월간 MVP: 4회(1991년 5월, 1993년 8월, 1997년 5월, 1997년 9월)
- 최우수 JCB·MEP상: 1회(1993년)
- 최우수 배터리상: 6회(1991년, 1992년, 1995년, 1997년, 2000년, 2001년)[4]
- 최우수 배터리상(특별상): 1회(1993년)
- JA 전농 Go·Go상: 2회(강한 어깨상: 1993년 9월, 최다 2·3루타상: 2000년 8월)
- 호치 프로 스포츠 대상: 3회(1992년, 1997년, 2001년)
- 일본 프로 스포츠 대상 수훈상: 1회(1993년)
- 마이니치 스포츠인상
  - 팬상(1997년)
  - 문화상(2004년)
- 센트럴 리그 회장 특별상: 1회(2003년)
- 센트럴 리그 특별 공로상: 1회(2007년)
- 일본 야구 명예의 전당 헌액자(2015년)

#### 국제 대회
- 1988년 서울 올림픽 은메달

### 개인 기록

#### 첫 기록
- 첫 출장: 1990년 4월 11일, 대 주니치 드래곤스 2차전(메이지 진구 야구장), 6회초에 하타 신지를 대신해서 포수로서 출장
- 첫 선발 출장: 1990년 4월 28일, 대 요미우리 자이언츠 3차전(메이지 진구 야구장), 8번·포수로서 출장
- 첫 안타·첫타점: 1990년 4월 30일, 대 요미우리 자이언츠 5차전(메이지 진구 야구장), 2회말에 기다 마사오로부터 좌중간에 2점 적시 2루타
- 첫 홈런: 1990년 6월 6일, 대 히로시마 도요 카프 8차전(히로시마 시민 구장), 6회초에 기타벳푸 마나부로부터 3점 홈런

#### 기록 달성 경력
- 통산 100홈런: 1997년 5월 7일, 대 요미우리 자이언츠 4차전(메이지 진구 야구장), 7회말에 이리키 유사쿠로부터 좌월 솔로 홈런 ※역대 190번째
- 통산 1000안타: 1997년 10월 3일, 대 히로시마 도요 카프 24차전(히로시마 시민 구장), 3회초에 구로다 히로키로부터 중전 적시타 ※역대 186번째
- 통산 1000경기 출장: 1998년 6월 2일, 대 주니치 드래곤스 9차전(나고야 돔), 4번·포수로서 선발 출장 ※역대 343번째
- 통산 150홈런: 2001년 7월 10일, 대 요미우리 자이언츠 13차전(도쿄 돔), 6회초에 대럴 메이로부터 좌월 역전 2점 홈런 ※역대 118번째
- 통산 1500안타: 2001년 7월 11일, 대 요미우리 자이언츠 14차전(도쿄 돔), 1회초에 우에하라 고지로부터 우월 솔로 홈런 ※역대 82번째
- 통산 1500경기 출장: 2002년 5월 4일, 대 주니치 드래곤스 6차전(메이지 진구 야구장), 5번·포수로서 선발 출장 ※역대 135번째
- 통산 2루타 300개: 2003년 4월 4일, 대 한신 타이거스 1차전(오사카 돔), 9회초에 제프 윌리엄스로부터 우중간 2루타 ※역대 40번째
- 통산 200홈런: 2004년 6월 29일, 대 요코하마 베이스타스 14차전(미야기 구장), 9회초에 도이 료타로로부터 좌월 장외 솔로 홈런 ※역대 80번째
- 통산 3000루타: 2004년 9월 25일, 대 히로시마 도요 카프 27차전(히로시마 시민 구장), 6회초에 오야마다 야스히로로부터 좌중간에 솔로 홈런 ※역대 38번째
- 통산 2루타 350개: 2005년 4월 19일, 대 요코하마 베이스타스 3차전(메이지 진구 야구장), 3회말에 요시카와 데루아키로부터 좌익선상 2루타 ※역대 24번째
- 통산 2000안타: 2005년 4월 24일, 대 히로시마 도요 카프 5차전(봇짱 스타디움), 6회말에 오타케 간으로부터 3루 강습 2루타 ※역대 32번째(포수로서는 노무라 가쓰야에 이은 역대 2번째, 대졸·사회인 야구 출신 선수로서는 처음)
- 통산 1000타점: 2005년 10월 5일, 대 주니치 드래곤스 21차전(메이지 진구 야구장), 8회말에 마나카 미쓰루의 대타로서 출장, 다카하시 아키후미로부터 좌전 적시타 ※역대 27번째(대졸·사회인 야구 출신 선수로서는 처음)
- 통산 1000득점: 2006년 6월 4일, 대 오릭스 버펄로스 6차전(메이지 진구 야구장), 7회말에 애덤 리그스의 좌월 3점 홈런으로 기록 ※역대 33번째
- 통산 2000경기 출장: 2007년 4월 19일, 대 요코하마 베이스타스 3차전(메이지 진구 야구장), 8번·포수로서 선발 출장 ※역대 37번째[5]

#### 기타
- 올스타전 출장: 17회(1990년 ~ 2006년) ※현역 마지막 연도인 2007년에는 코치로서 출장
- 한 경기 홈런: 4개(2003년 6월 28일) ※일본 타이 기록
- 시즌 도루 저지율: .644(1993년) ※일본 기록

### 등번호
- 27(1990년 ~ 2007년)

### 연도별 타격 성적
| 연 도      | 소 속      | 경 기 | 타 석 | 타 수 | 득 점 | 안 타 | 2 루 타 | 3 루 타 | 홈 런 | 루 타 | 타 점 | 도 루 | 도 루 자 | 희 생 번 | 희 생 플 | 볼 넷 | 고 4 | 사 구 | 삼 진 | 병 살 타 | 타 율 | 출 루 율 | 장 타 율 | O P S |
| ---------- | ---------- | ----- | ----- | ----- | ----- | ----- | ------- | ------- | ----- | ----- | ----- | ----- | -------- | -------- | -------- | ----- | ---- | ----- | ----- | -------- | ----- | -------- | -------- | ----- |
| 1990년     | 야쿠르트   | 106   | 334   | 280   | 32    | 70    | 12      | 1       | 3     | 93    | 26    | 1     | 1        | 3        | 4        | 43    | 3    | 4     | 44    | 11       | .250  | .353     | .332     | .686  |
| 1991년     | 야쿠르트   | 128   | 485   | 412   | 58    | 140   | 23      | 5       | 11    | 206   | 50    | 4     | 5        | 4        | 3        | 62    | 7    | 4     | 59    | 10       | .340  | .428     | .500     | .928  |
| 1992년     | 야쿠르트   | 131   | 568   | 474   | 87    | 150   | 27      | 3       | 30    | 273   | 86    | 3     | 2        | 1        | 4        | 78    | 10   | 11    | 87    | 12       | .316  | .422     | .576     | .997  |
| 1993년     | 야쿠르트   | 132   | 595   | 522   | 90    | 161   | 29      | 0       | 17    | 241   | 75    | 11    | 4        | 9        | 2        | 59    | 0    | 3     | 83    | 15       | .308  | .381     | .462     | .842  |
| 1994년     | 야쿠르트   | 76    | 287   | 260   | 24    | 62    | 9       | 0       | 3     | 80    | 19    | 3     | 0        | 1        | 3        | 20    | 2    | 3     | 40    | 11       | .238  | .297     | .308     | .605  |
| 1995년     | 야쿠르트   | 130   | 551   | 487   | 88    | 143   | 18      | 1       | 21    | 226   | 76    | 6     | 0        | 5        | 7        | 46    | 0    | 6     | 51    | 24       | .294  | .357     | .464     | .821  |
| 1996년     | 야쿠르트   | 119   | 492   | 437   | 57    | 112   | 24      | 2       | 11    | 173   | 72    | 5     | 1        | 4        | 1        | 46    | 1    | 4     | 68    | 22       | .256  | .332     | .396     | .728  |
| 1997년     | 야쿠르트   | 137   | 598   | 509   | 74    | 164   | 32      | 2       | 9     | 227   | 86    | 9     | 4        | 3        | 4        | 69    | 4    | 13    | 64    | 11       | .322  | .413     | .446     | .859  |
| 1998년     | 야쿠르트   | 132   | 552   | 491   | 58    | 135   | 19      | 1       | 9     | 183   | 63    | 5     | 4        | 3        | 4        | 46    | 4    | 8     | 62    | 14       | .275  | .344     | .373     | .717  |
| 1999년     | 야쿠르트   | 128   | 548   | 483   | 79    | 146   | 26      | 2       | 13    | 215   | 71    | 10    | 3        | 4        | 7        | 51    | 4    | 3     | 41    | 8        | .302  | .368     | .445     | .813  |
| 2000년     | 야쿠르트   | 134   | 562   | 496   | 65    | 138   | 31      | 0       | 14    | 211   | 64    | 5     | 5        | 6        | 4        | 45    | 5    | 11    | 54    | 15       | .278  | .349     | .425     | .774  |
| 2001년     | 야쿠르트   | 121   | 503   | 441   | 59    | 143   | 23      | 0       | 15    | 211   | 66    | 1     | 0        | 3        | 7        | 43    | 2    | 9     | 41    | 17       | .324  | .390     | .478     | .868  |
| 2002년     | 야쿠르트   | 120   | 458   | 420   | 49    | 126   | 24      | 1       | 9     | 179   | 60    | 3     | 0        | 3        | 1        | 28    | 3    | 6     | 47    | 15       | .300  | .352     | .426     | .778  |
| 2003년     | 야쿠르트   | 139   | 576   | 509   | 69    | 146   | 27      | 1       | 23    | 244   | 75    | 2     | 0        | 4        | 3        | 49    | 6    | 11    | 77    | 14       | .287  | .360     | .479     | .840  |
| 2004년     | 야쿠르트   | 133   | 532   | 483   | 72    | 148   | 23      | 0       | 24    | 243   | 79    | 1     | 2        | 0        | 3        | 36    | 2    | 10    | 66    | 11       | .306  | .365     | .503     | .868  |
| 2005년     | 야쿠르트   | 96    | 357   | 329   | 29    | 85    | 15      | 0       | 5     | 115   | 33    | 1     | 0        | 1        | 3        | 19    | 0    | 5     | 54    | 8        | .258  | .306     | .350     | .656  |
| 2006년     | 야쿠르트   | 36    | 98    | 90    | 11    | 22    | 5       | 0       | 0     | 27    | 8     | 0     | 0        | 1        | 0        | 7     | 2    | 0     | 13    | 4        | .244  | .299     | .300     | .599  |
| 2007년     | 야쿠르트   | 10    | 19    | 18    | 2     | 6     | 1       | 0       | 0     | 7     | 0     | 0     | 0        | 0        | 0        | 1     | 1    | 0     | 0     | 1        | .333  | .368     | .389     | .757  |
| 통산: 18년 | 통산: 18년 | 2008  | 8115  | 7141  | 1003  | 2097  | 368     | 19      | 217   | 3154  | 1009  | 70    | 31       | 55       | 60       | 748   | 56   | 111   | 951   | 223      | .294  | .367     | .442     | .808  |

- 굵은 글씨는 시즌 최고 성적.

### 연도별 수비 성적
| 연도 | 경기 | 도루 시도 | 도루 허용 | 도루 실패 | 저지율 | 동순위 | 패스트볼 |
| ---- | ---- | --------- | --------- | --------- | ------ | ------ | -------- |
| 1990 | 106  | 55        | 26        | 29        | .527   | 1      | 5        |
| 1991 | 127  | 83        | 35        | 48        | .578   | 1      | 12       |
| 1992 | 130  | 60        | 31        | 29        | .483   | 1      | 2        |
| 1993 | 132  | 45        | 16        | 29        | .644   | 1      | 7        |
| 1994 | 76   | 24        | 12        | 12        | .500   | 1      | 2        |
| 1995 | 130  | 67        | 35        | 32        | .478   | 2      | 6        |
| 1996 | 118  | 60        | 36        | 24        | .400   | 3      | 7        |
| 1997 | 137  | 61        | 33        | 28        | .459   | 1      | 7        |
| 1998 | 132  | 68        | 38        | 30        | .441   | 1      | 10       |
| 1999 | 127  | 59        | 32        | 27        | .458   | 1      | 13       |
| 2000 | 134  | 73        | 27        | 46        | .630   | 1      | 7        |
| 2001 | 116  | 43        | 22        | 21        | .488   | 2      | 2        |
| 2002 | 113  | 52        | 30        | 22        | .423   | 3      | 8        |
| 2003 | 139  | 71        | 44        | 27        | .380   | 1      | 5        |
| 2004 | 130  | 58        | 43        | 15        | .259   | 6      | 8        |
| 2005 | 87   | 32        | 24        | 8         | .250   | 6      | 1        |
| 2006 | 21   | 10        | 9         | 1         | .100   |        | 1        |
| 2007 | 6    | 5         | 5         | 0         | .000   |        | 1        |
| 통산 | 1959 | 926       | 498       | 428       | .462   |        | 104      |

- 굵은 글씨는 시즌 최고 성적(경기 수는 포수로서 전 경기 출장).
- 도루 저지율 순위가 공란이 된 연도는 포수로서의 출전 경기 수가 규정 경기 수에 도달하지 않았다는 것을 의미함.

### 감독으로서의 팀 성적
| 연도      | 소속      | 순위      | 경기 | 승리 | 패전 | 무승부 | 승률 | 승차                       | 팀 홈런                    | 팀 타율                    | 팀 평균자책점              | 연령                       |
| --------- | --------- | --------- | ---- | ---- | ---- | ------ | ---- | -------------------------- | -------------------------- | -------------------------- | -------------------------- | -------------------------- |
| 2006년    | 야쿠르트  | 3위       | 146  | 70   | 73   | 3      | .490 | 18                         | 161                        | .269                       | 3.91                       | 41세                       |
| 2007년    | 야쿠르트  | 6위       | 144  | 60   | 84   | 0      | .417 | 20.5                       | 139                        | .269                       | 4.07                       | 42세                       |
| 통산: 2년 | 통산: 2년 | 통산: 2년 | 290  | 130  | 157  | 3      | .448 | A클래스: 1회, B클래스: 1회 | A클래스: 1회, B클래스: 1회 | A클래스: 1회, B클래스: 1회 | A클래스: 1회, B클래스: 1회 | A클래스: 1회, B클래스: 1회 |

## 저서
- 《후루타 무럭무럭 ID야구》(1993년) ISBN 4-05-400118-1
- 《후루타식》(2001년, 후루타 아쓰야·스오 마사유키 공저) ISBN 4-87233-581-3
- 《마음을 읽고, 흥정에 이기는 사고법》(2002년, 후루타 아쓰야·다니가와 고지 공저) ISBN 4-569-62231-3
- 《승리의 팀메이크》(2003년, 후루타 아쓰야·오카다 다케시·히라오 세이지 공저) ISBN 4-532-16438-9
- 《‘승부뇌’를 단련한다》(2004년, 후루타 아쓰야·다니가와 고지 공저) ISBN 4-569-66230-7
- 《후루타의 블로그》(2005년) ISBN 4-7561-4693-7
- 《후루타의 방정식》(2009년) ISBN 4-02-250631-8

## 같이 보기
- 노무라 가쓰야
- 다카쓰 신고
- 이시이 가즈히사
- 요시이 마사토